# ماریو گونزالس
ماریو گونزالس (انگلیسی: Mario González؛ زادهٔ ۲۵ فوریهٔ ۱۹۹۶) بازیکن فوتبال اهل اسپانیا است. او برای باشگاه بلژیکی اود-هورلی لوون به صورت قرضی از براگا بازی می‌کند.
وی همچنین در تیم ملی فوتبال زیر ۱۷ سال اسپانیا بازی کرده‌است.